# Эдвардс, Дон
Дон Эдвардс (англ. Don Edwards; 1935/1936, Бунтон, Нью-Джерси — 23 октября 2022) — американский кантри-певец, гитарист.
Два его альбома — Guitars & Saddle Songs и Songs of the Cowboy включены в фольклорные архивы библиотеки Конгресса.

## Дискография
- 1992 Songs Of The Trail
- 1993 Goin' Back To Texas
- 1994 The Bard and the Balladeer: Live from Cowtown (совместно с Waddie Mitchell)
- 1996 West Of Yesterday
- 1997 Saddle Songs
- 1998 Best Of Don Edwards
- 1998 My Hero, Gene Autry: A Tribute
- 2000 Prairie Portrait
- 2001 On the Trail (совместно с Waddie Mitchell)
- 2001 Kin To The Wind: Memories Of Marty Robbins (посвящена памяти исполнителя кантри Марти Роббинса)
- 2004 Last Of The Troubadours: Saddle Songs Vol. 2
- 2004 High Lonesome Cowboy (совместно с Peter Rowen)
- 2006 Moonlight & Skies
- 2009 Heaven on Horseback